# 山中崇史
山中 崇史（やまなか たかし、1971年2月5日 - ）は、日本の俳優。旧芸名は山中 たかシ、本名は山中 崇志（両方とも読み同じ）。血液型はA型。所属事務所はミーアンドハーコーポレーション、劇団扉座。以前はトップコート、トライサムに所属していた。実弟は山中聡。

## 人物
- 埼玉県さいたま市出身。
- 姓名が同じ読みの俳優（山中崇）がいるが、血縁関係はない。なお、崇とは自身がレギュラー出演している『相棒』（テレビ朝日）season17 第7話で共演を果たしている[1]。弟の聡は崇と同一事務所。
- 2012年3月16日に行われた『相棒』のスペシャル・ファンミーティングで、2011年に結婚したことを発表した[2]。

## 出演

### テレビドラマ
- 安楽椅子探偵登場（1999年10月1・8日、朝日放送） - 那須輝弘 役
- 世にも奇妙な物語 秋の特別編「採用試験」（2002年10月3日、フジテレビ）-　試験番号131番 役
- 相棒シリーズ（テレビ朝日）
  - season1 第1話（2002年10月9日） - スナイパー 役
  - season2 第4話 - （2003年11月5日 - 2004年3月17日） - 芹沢慶二 役
  - season3（2004年10月13日 - 2005年3月23日） - 芹沢慶二 役
  - season4（2005年10月12日 - 2006年3月15日） - 芹沢慶二 役
  - season5（2006年10月11日 - 2007年3月14日） - 芹沢慶二 役
  - season6（2007年10月24日 - 2008年3月19日） - 芹沢慶二 役
  - 裏相棒（2008年4月21日 - 5月1日）- 芹沢慶二 役
  - season7（2008年10月22日 - 2009年3月18日） - 芹沢慶二 役
  - season8（2009年10月14日 - 2010年3月10日） - 芹沢慶二 役
  - season9（2010年10月20日 - 2011年3月9日） - 芹沢慶二 役
  - season10（2011年10月19日 - 2012年3月21日） - 芹沢慶二 役
  - season11（2012年10月10日 - 2013年3月20日） - 芹沢慶二 役
  - season12（2013年10月16日 - 2014年3月19日） - 芹沢慶二 役
  - season13（2014年10月15日 - 2015年3月18日） - 芹沢慶二 役
  - season14（2015年10月14日 - 2016年3月16日） - 芹沢慶二 役
  - season15（2016年10月12日 - 2017年3月22日） - 芹沢慶二 役
  - season16（2017年10月18日 - 2018年3月14日） - 芹沢慶二 役
  - season17（2018年10月17日 - 2019年3月20日） - 芹沢慶二 役
  - season18（2019年10月9日 - 2020年3月18日） - 芹沢慶二 役
  - season19（2020年10月14日 - 2021年3月17日） - 芹沢慶二 役
  - season20（2021年10月13日 - 2022年3月23日） - 芹沢慶二役
  - season21（2022年10月12日 - 2023年3月15日） - 芹沢慶二役
  - season22（2023年10月18日 - 2024年3月13日） - 芹沢慶二役[3][4]
  - season23（2024年10月16日 - 2025年3月12日） - 芹沢慶二 役[5]
- こちら本池上署（2004年、TBS） - 三村哲也 役
- 仮面ライダー電王 第24話（2007年、テレビ朝日） - 刑事 役
- 女神の恋（2003年5月 - 6月、NHK総合） - 北岡の部下・立山 役
- 月曜ゴールデン（TBS）
  - 探偵 左文字進11（2007年） - 井沢邦彦 役
  - 探偵 左文字進15（2011年） - 笹木修介 役
  - 制服捜査2（2016年） - 高野幸吉 役
- フルスイング 第2話（2008年、NHK総合） - 医者 役
- 金曜プレステージ 死ぬんじゃない! 実録ドラマ・宮本警部が遺したもの（2008年2月15日、フジテレビ）
- 風のガーデン（2008年10月、フジテレビ） - 内海医師 役
- 水曜ミステリー9 刑事吉永誠一 涙の事件簿7（2008年10月1日、テレビ東京） - 村上光行 役
- だましゑ歌麿（2009年9月12日、テレビ朝日） - 行麿 役
  - だましゑ歌麿II（2012年9月15日）
  - だましゑ歌麿III（2013年7月27日）
  - だましゑ歌麿IV（2014年9月6日）
- 誰かが嘘をついている（2009年10月6日、フジテレビ） - 佐上刑事 役
- 外科医 須磨久善（2010年9月5日、テレビ朝日） - 医師 役
- 特捜最前線2012（2012年10月1日、CS・東映チャンネル）
- 土曜ワイド劇場 西村京太郎トラベルミステリー61（2014年3月22日、テレビ朝日） - 佐伯刑事 役
- ドラマスペシャル 検事の死命（2016年1月17日、テレビ朝日） - 三上幸一 役
- 時代劇スペシャル 無用庵隠居修行（2017年9月15日、BS朝日） - 同心・木村文蔵 役
  - 時代劇スペシャル 無用庵隠居修行2（2019年9月13日、BS朝日）
  - 4K時代劇スペシャル 無用庵隠居修行3（2018年9月8日、BS朝日）
  - 4K時代劇スペシャル 無用庵隠居修行4（2020年9月22日、BS朝日）
  - 4K時代劇スペシャル 無用庵隠居修行5（2021年9月21日、BS朝日）
  - 4K時代劇スペシャル 無用庵隠居修行6（2022年9月20日、BS朝日）
  - 4K時代劇スペシャル 無用庵隠居修行7（2023年9月28日、BS朝日）
  - 4K時代劇スペシャル 無用庵隠居修行9（2025年9月23日〈予定〉、BS朝日）[6]
- 民衆の敵〜世の中、おかしくないですか!?〜 第2・5・6話（2017年、フジテレビ） - 藤堂明 役
- BS時代劇 雲霧仁左衛門4 第5話（2018年10月5日、NHK BSプレミアム） - 漁師の留造 役
- BS時代劇 雲霧仁左衛門5 - 漁師の留造 役
- BS時代劇 雲霧仁左衛門6 - 漁師の留造 役
- BS時代劇 雲霧仁左衛門ファイナル - 漁師の留造 役
- コンフィデンスマンJP スペシャル 運勢編（2019年5月18日、フジテレビ） - 刑事 役
- 孤独のグルメSeason9 第11話 （2021年9月18日、テレビ東京）- 野川 役
- 花咲舞が黙ってない 第3シリーズ 第2話（2024年2月20日、日本テレビ） - 奥平光彦 役[7]
- JKと六法全書 第6話（2024年5月24日、テレビ朝日） - 鬼頭健 役[8]

### 映画
- 相棒シリーズ（東映） - 芹沢慶二 役
  - 相棒 -劇場版- 絶体絶命! 42.195km 東京ビッグシティマラソン（2008年5月1日）
  - 相棒シリーズ 鑑識・米沢守の事件簿（2009年3月28日）
  - 相棒 -劇場版II- 警視庁占拠! 特命係の一番長い夜（2010年12月23日）
  - 相棒シリーズ X DAY（2013年3月23日）
  - 相棒 -劇場版III- 巨大密室! 特命係 絶海の孤島へ（2014年4月26日）
  - 相棒 -劇場版IV- 首都クライシス 人質は50万人! 特命係 最後の決断（2017年2月11日）
- HOME 愛しの座敷わらし（2012年4月28日、東映） - 日栄フーズ商品開発部・津田 役
- 少年H（2013年8月10日、東宝） - 刑事 役
- 王妃の館（2015年4月25日、東映） - 香取良夫 役
- TAP THE LAST SHOW（2017年6月17日、東映） - ホストクラブのマネージャー 役
- 轢き逃げ 最高の最悪な日（2019年5月10日、東映） - マスター 役
- 太陽とボレロ（2022年6月3日、東映） - 畑中善行 役[9]
- 翔んで埼玉 〜琵琶湖より愛をこめて〜（2023年11月23日、東映） - JR埼京線代表 役[10]

### 配信ドラマ
- 相棒シリーズ - 芹沢慶二 役
  - 裏相棒2（2009年3月18日 - 4月8日）
  - 相棒 -劇場版III- 序章（2014年3月29日 - 4月19日、dビデオ）
  - 裏相棒3 (2017年2月6日 - 10日)
  - 相棒 sideA /sideB（2024年3月20日）[11]
  - 相棒 sideX（2024年10月16日）[12]

### 舞台
- R.U.Pプロデュース『怪談にせ皿屋敷』：青山劇場（1997年）
- 自転車キンクリーツSTORE『マクベス』：全労済ホールスペース・ゼロ（1999年）
- R.U.Pプロデュース『東亜悲恋』：青山劇場（2001年）
- 劇団カムカムミニキーナ『孤独なパイロット』：シアターアプル（2003年）
- 『おかえり』：青山劇場（2004年）
- サクラ大戦 帝国歌劇団・花組 スーパー歌謡ショウ『新西遊記』（2004年）
- 康組公演『北大阪信用金庫』：ザムザ阿佐ヶ谷（2004年）
- 古川オフィスプロデュース『密の味』：シアターX（2005年）
- KOYA・MAP公演『愛の讃歌』：池袋シアターグリーン メインホール（2006年）
- 遊座『いとしの儚』：新国立劇場 小劇場（2007年）
- 扉座『新浄瑠璃 百鬼丸〜手塚治虫「どろろ」より〜』：紀伊國屋ホール（2009年）
- 扉座『アトムへの伝言』：紀伊國屋ホール（2011年）
- ちからわざ 『ハラナイ荘の人々』：ザ・スズナリ（2012年）
- 扉座『アトムへの伝言』 ：紀伊國屋ホール（2013年）
- 扉座『いとしの儚〜100days Love〜』 ：座・高円寺1（2015年）
- 扉座『郵便屋さんちょっと 2016』：座・高円寺1   （2016年）
- 扉座『郵便屋さんちょっと 2017 P.S. I love you』：紀伊國屋ホール （2017年）
- ミステリーナイト2017 『人気作家連続誘拐事件〜そしてAの姿も消えた〜』（2017年）
- 劇団扉座『ハロウィンの夜に咲いた桜の樹の下で』（2024年）：座・高円寺1[13]

### ラジオ
- 内藤忠と山中崇志のミリオンナイツ（1997年10月 - 1998年6月、TOKYO FM）
- 小田靜枝と山中崇志のミリオンナイツ（1998年7月 - 1999年3月、TOKYO FM）
- ふんわり（2023年6月22日、NHKラジオ第1）※9時台と10時台にゲスト出演

### ゲーム
- 天外魔境III NAMIDA（イダテン） ※声優
- 相棒DS（芹沢慶二）